# Kenneth Anger
Kenneth Anger (Santa Monica, Kalifornia, 1927. március 3. – 2023. május 11.) amerikai filmrendező, forgatókönyvíró.

## Életpályája
Hollywoodban gyerekként több filmben szerepelt. 1935-ben szerepelt először filmben, amelyet Max Reinhardt és Wilhelm Dieterle rendezett; ez a Szentivánéji álom volt. 1936-ban kezdett filmeket készíteni. 1939-ben első saját alkotását nyilvános közönség előtt levetítette. Az 1950-es évek elején Párizsban és Rómában dolgozott. 1954-ben visszatért Los Angelesbe. 1955-ben a szicíliai Cefalúban az angol BBC számára készített dokumentumfilmet. 1962-ben tért vissza ismét az USA-ba.

### Munkássága
Az underground film csoportosulás egyik tagja. Önvallomása szerint munkásságára Szergej Mihajlovics Eisenstein montázselmélete, egyéniségére pedig az angol okkultista festő, Aleister Crowley (1875-1947) hatott. Amikor nem forgatott, Európában az archíumokat tanulmányozta. Szertelen, anarchikus egyéniség, aki szívesen foglalkozik "természetfeletti" jelenségekkel és ugyanakkor nem riad vissza nagyon is természetes jelenségek nyers ábrázolásától. Négy színes filmjét éppen ilyen "pornografikus" tartalma miatt az egyik laboratóriumban előhívás közben tönkretették. Legismertebb munkája a Skorpiólázadás (1962-1964) volt. Filmre vitte Franciaországban O történetét (1959-1961), a legtöbbet vitatott, álnéven megjelent francia regényt, amelyet méltatói pornográfiának, illetve mély filozófiai tartalmú, politikai tendenciájú műnek tartottak.

## Filmjei
- A Mars foglya (1942)
- A tanya (1943)
- Erőszakos halál (1945)
- Tűzijáték (1947)
- Csokibarna pillanat (1949)
- A nyúl holdja (1950)
- Maldoror (1951-1952)
- O története (1959-1961)
- Skorpiólázadás (1962-1964)
- K. K. K. (1964)
- Lucifer lázadása (1966)
- Könyörgés démontestvéremért (1969)
- Lucifer felragyog (1972)